# Espace tangent (géométrie algébrique)
En géométrie algébrique, on peut définir la notion d'espace tangent (de Zariski) sans faire (explicitement) de calcul différentiel. C'est en quelque sorte une première approximation de la structure locale du schéma. 

## Définition pour un anneau local
Soit A un anneau local d'idéal maximal M. Soit {\displaystyle k_{A}=A/M} le corps résiduel de A. Pour a ∈ A et m, m' ∈ M, on remarque que
{\displaystyle (a+m')m=am+m'm\equiv am\mod M^{2}}
avec M2 le produit d'idéal de M par lui-même. Ainsi le quotient de A-modules {\displaystyle M/M^{2}} est un {\displaystyle k_{A}}-espace vectoriel ; on l'appelle espace cotangent et son dual espace tangent de Zariski de {\displaystyle A}. Notons-le {\displaystyle T_{A}}.
On a l'isomorphisme suivant :
{\displaystyle {\begin{array}{rcl}\phi :{\frac {M}{M^{2}}}&\to &M\otimes _{A}k_{A}\\{\overline {m}}&\mapsto &m\otimes _{A}1\end{array}}}
avec {\displaystyle \otimes _{A}} le produit tensoriel de A-modules. Ces espaces vectoriels sont de dimension finie si A est noethérien car M est alors un module de type fini.
Si {\displaystyle A\to B} est un homomorphisme d'anneaux locaux noethériens, on a canoniquement une application {\displaystyle k_{B}}-linéaire {\displaystyle T_{B}\to (T_{A}\otimes k_{B})}. 
On sait que la dimension de l'espace tangent d'un anneau local noethérien {\displaystyle A} est toujours minorée par la dimension de Krull de {\displaystyle A}. Par définition, l'anneau local {\displaystyle A} est dit  régulier s'il y a égalité.

## Le cas des schémas
Soit {\displaystyle x} un point d'un schéma {\displaystyle X}. Soient {\displaystyle m_{x}} l'idéal maximal de l'anneau local {\displaystyle O_{X,x}} de {\displaystyle X} en {\displaystyle x}. Rappelons que le corps {\displaystyle k(x)=O_{X,x}/m_{x}} est le corps résiduel en {\displaystyle x}.  L'espace tangent de Zariski de {\displaystyle X} en {\displaystyle x} est par définition l'espace tangent de l'anneau local {\displaystyle O_{X,x}}. On le note {\displaystyle T_{X,x}}. 
La construction des espaces tangents est fonctorielle pour les schémas noethériens. Si {\displaystyle f:X\to Y} est un morphisme de schémas noethériens, alors {\displaystyle f} induit canoniquement une application linéaire {\displaystyle T_{X,x}\to T_{Y,y}\otimes _{k(y)}k(x)}, où {\displaystyle y=f(x)}. Cette application est l'application tangente de {\displaystyle f} en {\displaystyle x}, que l'on note parfois{\displaystyle T_{f,x}}. Lorsque {\displaystyle k(y)=k(x)} (par exemple si {\displaystyle X,Y} sont des variétés algébriques sur un corps et si {\displaystyle x} est un point rationnel de {\displaystyle X}), c'est une application {\displaystyle T_{X,x}\to T_{Y,y}}. 
Exemples
- L'espace tangent de l'espace affine {\displaystyle A^{n}} sur un corps {\displaystyle k} en un point rationnel est de dimension {\displaystyle n}.
- Supposons k algébriquement clos pour simplifier. Soit {\displaystyle X={\rm {Spec}}(k[u,v]/(u^{2}-v^{3}))}. Alors l'espace tangent de {\displaystyle X} au point {\displaystyle u=v=0} est un k-espace vectoriel de dimension 2. Il est de dimension 1 aux autres points fermés, de dimension 0 au point générique.

Pour tout schéma localement noethérien {\displaystyle X} et pour tout point {\displaystyle x} de {\displaystyle X}, on a 
La dimension de gauche étant la dimension de Krull de l'anneau local {\displaystyle O_{X,x}}, celle de droite étant la dimension vectorielle. L'égalité définit les points réguliers de {\displaystyle X}. 

## Fibré tangent
Si {\displaystyle X} est un schéma lisse de dimension {\displaystyle n} sur un corps {\displaystyle k}, de sorte que le faisceau des différentielles relatives {\displaystyle \Omega _{X/k}} sur {\displaystyle X} soit un fibré vectoriel de rang {\displaystyle n}, alors le faisceau dual {\displaystyle \Omega _{X/k}^{\vee }} est aussi un fibré vectoriel de rang {\displaystyle n}. Pour tout point rationnel {\displaystyle x}, on a un isomorphisme canonique 
- {\displaystyle \Omega _{X/k}^{\vee }\otimes _{O_{X,x}}k(x)\to T_{X,x}.}

Donc intuitivement les espaces tangents forment un fibré vectoriel au-dessus de {\displaystyle X}. 

## Espace tangent d'un sous-schéma fermé, critère jacobien
Si {\displaystyle i:Z\to X} est une immersion fermée, alors pour tout point {\displaystyle x} de {\displaystyle Z}, on a {\displaystyle k(x)=k(i(x))} et l'application tangente  {\displaystyle T_{i,x}} est injective. 
Exemple On prend pour {\displaystyle X} l'espace affine de dimension {\displaystyle n} sur un corps {\displaystyle k} et {\displaystyle Z} la sous-variété fermée définie par des polynômes {\displaystyle F_{1},\ldots ,F_{m}} à {\displaystyle n} variables. Soit {\displaystyle x} un point rationnel de {\displaystyle Z}. Pour tout polynôme {\displaystyle F=F(T_{1},\ldots ,T_{n})}, notons {\displaystyle D_{x}F} la forme linéaire sur {\displaystyle k^{n}}
{\displaystyle D_{x}F(t_{1},\ldots ,t_{n})=\sum _{i}({\partial F}/{\partial T_{i}})(x)t_{i}.}
C'est la différentielle de {\displaystyle F} en {\displaystyle x}.  Après avoir identifié l'espace tangent de {\displaystyle X} en {\displaystyle x} avec {\displaystyle k^{n}}, on a un isomorphisme de {\displaystyle T_{Z,x}} avec l'intersection des sous-espaces vectoriels :
Autrement dit, {\displaystyle T_{Z,x}=\bigcap _{j=1}^{m}\ker D_{x}F_{j}}.
Soit {\displaystyle {\rm {Jac}}_{x}(F_{1},\ldots ,F_{m})} la matrice {\displaystyle m\times n} dont les lignes représentent les formes linéaires {\displaystyle D_{x}F_{1},\ldots ,D_{x}F_{m}}. Alors on a {\displaystyle \dim T_{Z,x}+{\rm {rg}}({\rm {Jac}}_{x}(F_{1},\ldots ,F_{m}))=n} (c'est le théorème du rang de l'application linéaire {\displaystyle D_{x}(F_{1},\ldots ,F_{m})}).
Théorème —  (Critère Jacobien) 
La variété algébrique {\displaystyle Z={\rm {Spec}}\ k[T_{1},\ldots ,T_{n}]/(F_{1},\ldots ,F_{m})} est régulière en un point rationnel {\displaystyle x} si et seulement si le rang de la matrice jacobienne {\displaystyle {\rm {Jac}}_{x}(F_{1},\ldots ,F_{m})} en {\displaystyle x} est égal à {\displaystyle n-\dim O_{Z,x}}.
Exemple Si {\displaystyle Z} est une hypersurface définie par un polynôme non nul {\displaystyle F(T_{1},\ldots ,T_{n})}. Alors {\displaystyle Z} est régulière en un point  rationnel {\displaystyle x} si et seulement si la matrice jacobienne en {\displaystyle x} est de rang 1. Ce qui revient à dire qu'une des dérivées partielles de {\displaystyle F} en {\displaystyle x} est non nulle. Par conséquent, {\displaystyle Z} est une variété algébrique lisse  si et seulement si {\displaystyle F} et ses dérivées partielles engendrent l'idéal unité dans {\displaystyle k[T_{1},\ldots ,T_{n}]}. 